# 0922
0922 è il prefisso telefonico del distretto di Agrigento, appartenente al compartimento di Palermo.
Il distretto comprende la parte orientale della provincia di Agrigento e due comuni della provincia di Caltanissetta. Confina con i distretti di Sciacca (0925) a ovest, di Palermo (091) a nord e di Caltanissetta (0934) a est.

## Aree locali e comuni
Il distretto di Agrigento comprende 34 comuni inclusi nelle 6 aree locali di Agrigento (ex settori di Agrigento e Lampedusa e Linosa), Alessandria della Rocca (ex settori di Alessandria della Rocca e Cammarata), Canicattì (ex settori di Canicattì e Racalmuto), Casteltermini (ex settori di Casteltermini, Cattolica Eraclea e Siculiana), Licata (ex settori di Licata e Ravanusa) e Palma di Montechiaro (ex settori di Naro e Palma di Montechiaro). I comuni compresi nel distretto sono: Agrigento, Alessandria della Rocca, Aragona, Bivona, Camastra, Cammarata, Campobello di Licata, Canicattì, Casteltermini, Castrofilippo, Cattolica Eraclea, Cianciana, Comitini, Delia (CL), Favara, Grotte, Joppolo Giancaxio, Lampedusa e Linosa, Licata, Montallegro, Naro, Palma di Montechiaro, Porto Empedocle, Racalmuto, Raffadali, Ravanusa, Realmonte, San Biagio Platani, San Giovanni Gemini, Santa Elisabetta, Sant'Angelo Muxaro, Santo Stefano Quisquina, Siculiana e Sommatino (CL) .